# Synagoge (Wolfenbüttel)
Die Synagoge in der Lessingstraße in Wolfenbüttel war die Synagoge der jüdischen Gemeinde Wolfenbüttel. 

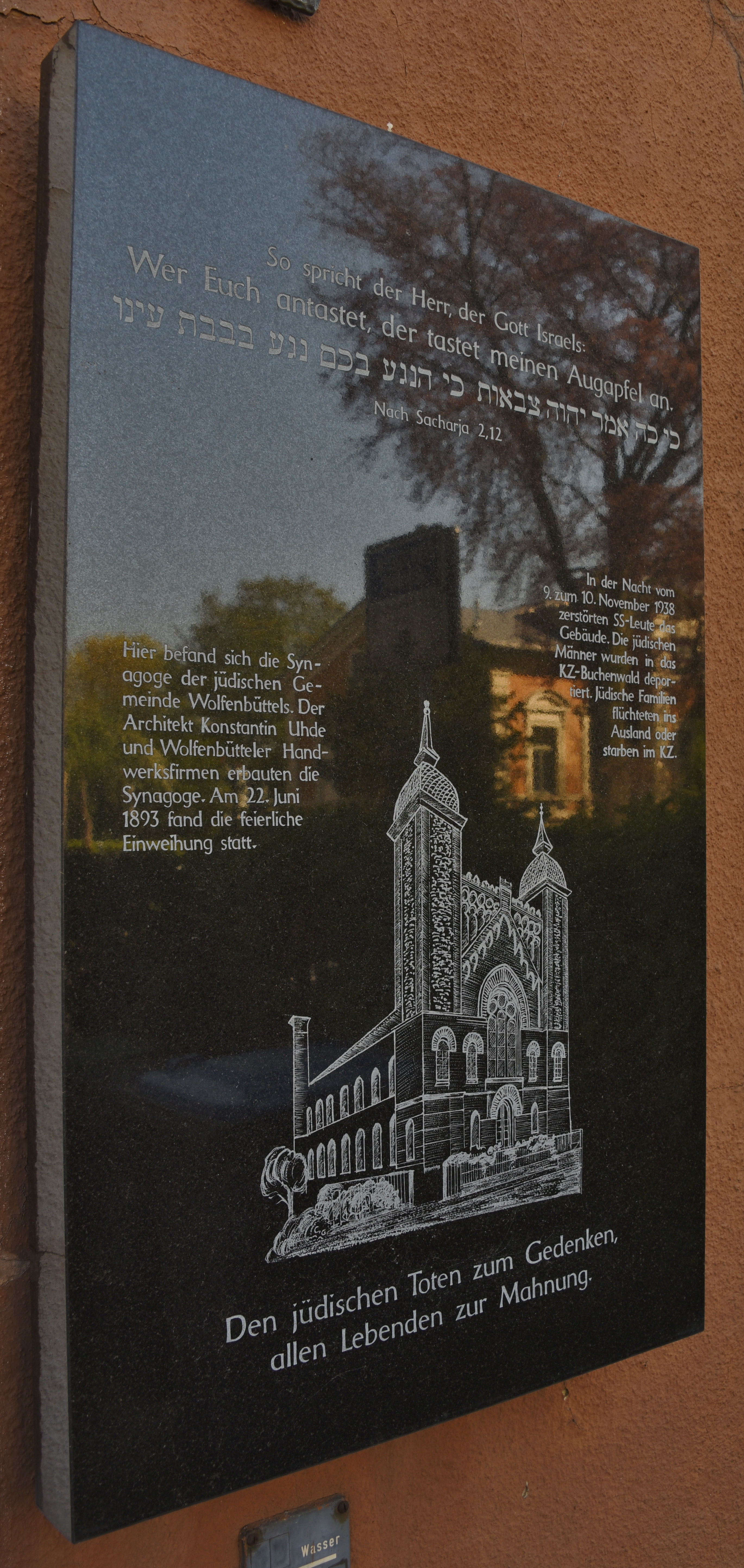
Gedenktafel

## Geschichte
Die Synagoge wurde von dem Architekten Constantin Uhde (1836–1905) und Wolfenbütteler Handwerksfirmen erbaut. 
Der Neubau der Synagoge an der Lessingstraße im maurischen Stil hatte die seit 1781 bestehende Vorgängereinrichtung in der Harzstraße 12 abgelöst.
Die feierliche Einweihung fand am 22. Juni 1893 statt.
Die jüdischen Gemeinden in Seesen, mit dem 1810 eingeweihten Jacobstempel, und Wolfenbüttel stehen für den Beginn des Reformjudentums im 18. Jahrhundert.
Die Wolfenbütteler Synagoge wurde während der Novemberpogrome in der Nacht vom 9. zum 10. November 1938 zerstört. Im Januar 1939 forderte Bürgermeister Fritz Ramien die verbliebenen Mitglieder der jüdischen Gemeinde auf, die Reste ihrer ausgebrannten Synagoge selbst abzureißen, da Einsturzgefahr bestehe.

Eine Gedenktafel trägt die Aufschrift (Textausschnitt): 

„In der Nacht vom 9. zum 10. November 1938 zerstörten SS-Leute das Gebäude. Die jüdischen Männer wurden in das KZ-Buchenwald deportiert. Jüdische Familien flüchteten ins Ausland oder starben im KZ.“

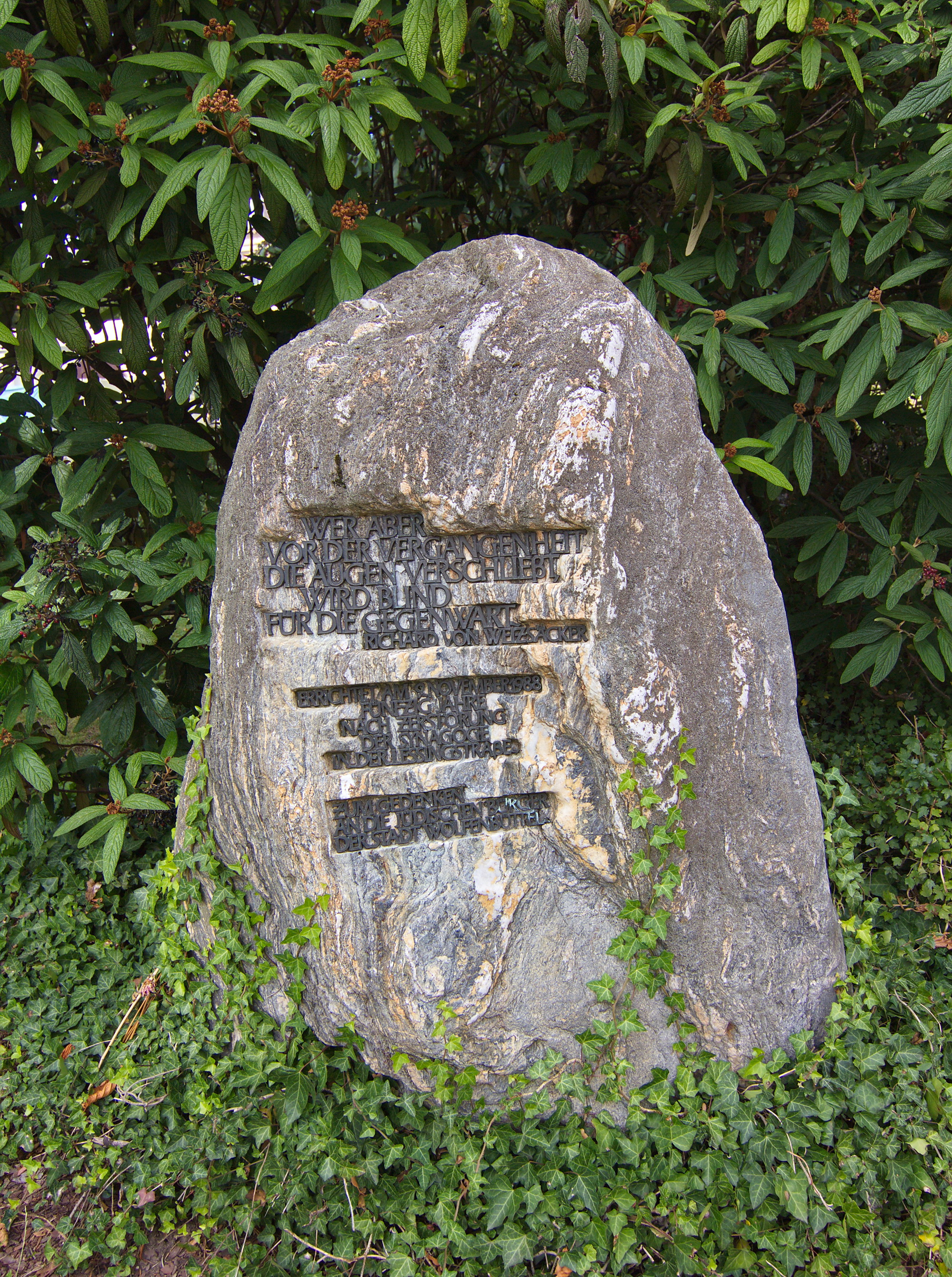
Gedenkstein von 1988
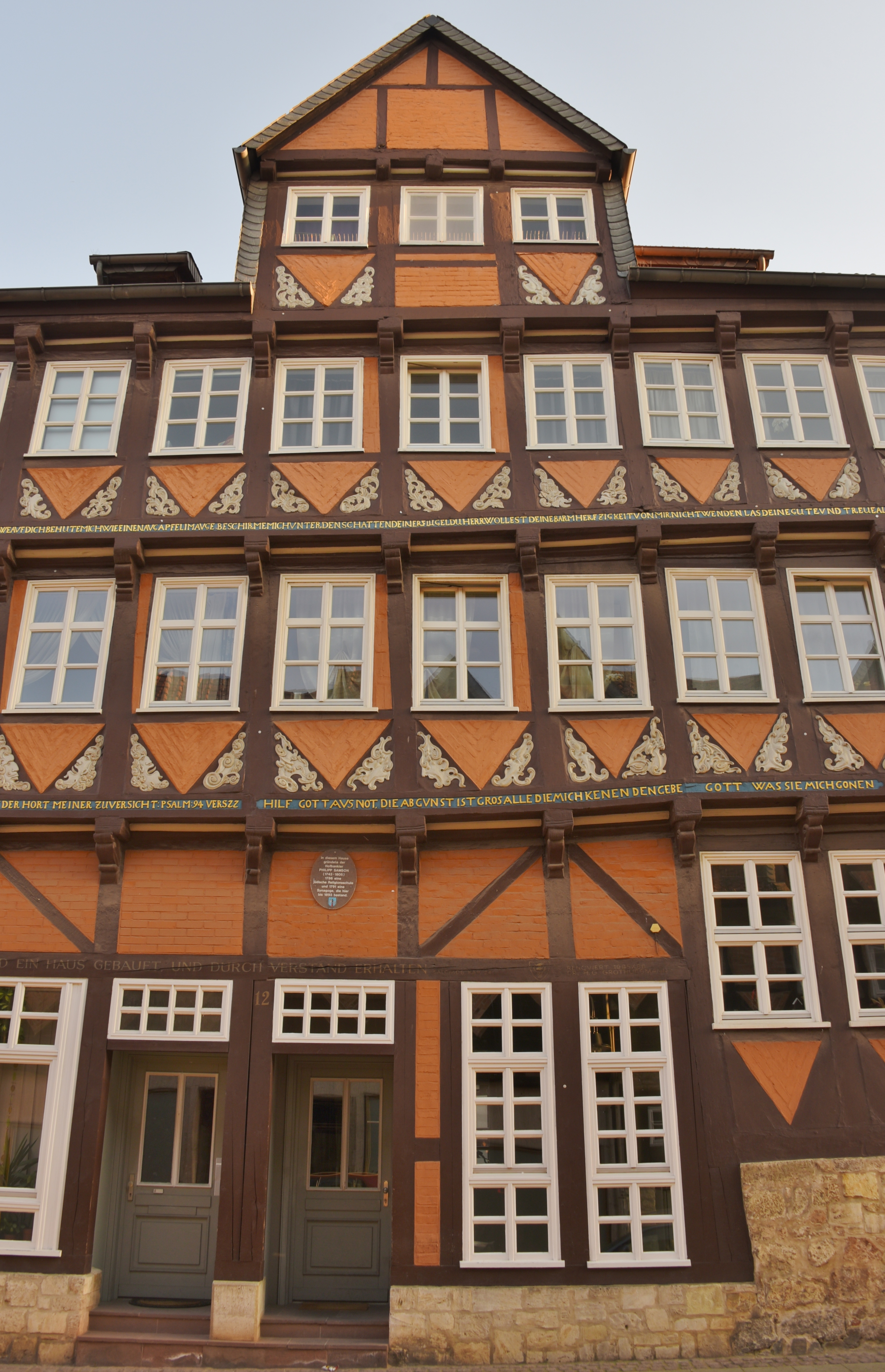
Haus in der Harzstraße 12, in dem sich die von Philipp Samson gegründete Religionsschule befand, die später zur Synagoge wurde (die Vorgängerin der Synagoge in der Lessingstraße)
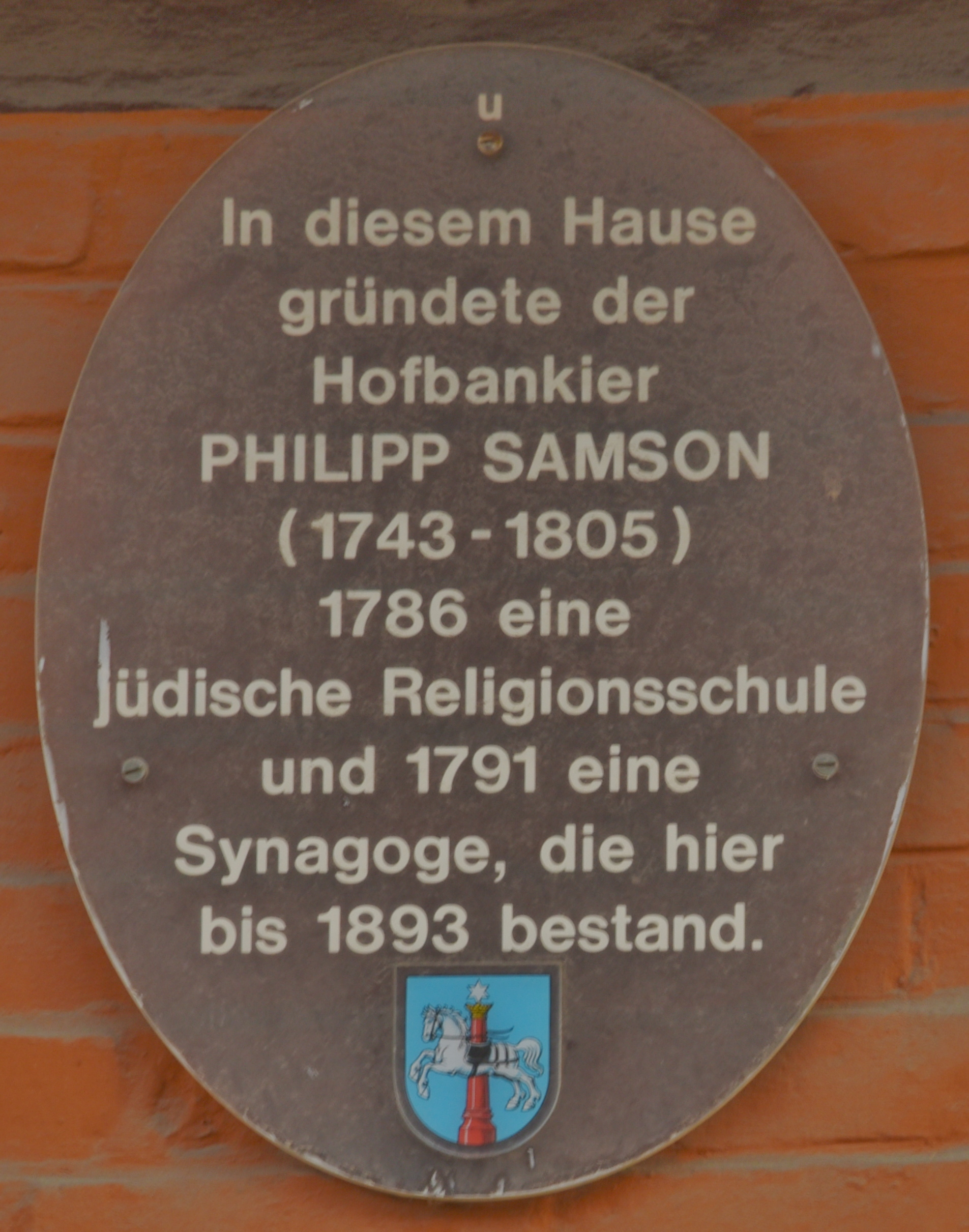
Gedenktafel für Philipp Samson und Gründung der Religionsschule und Synagoge